# Comuna Dokuceaieve, Ustînivka
Dokuceaieve (în ucraineană Докучаєве) este o comună în raionul Ustînivka, regiunea Kirovohrad, Ucraina, formată din satele Dokuceaieve (reședința), Malcevske și Medove.

## Demografie
Componența lingvistică a comunei Dokuceaieve
     Ucraineană (94,2%)
     Rusă (2,99%)
     Alte limbi (1,56%)
Conform recensământului din 2001, majoritatea populației comunei Dokuceaieve era vorbitoare de ucraineană (94,2%), existând în minoritate și vorbitori de rusă (2,99%) și armeană (1,25%).